# Eduard Kadlec
Eduard Kadlec (ur. 10 marca 1880 w Uściu nad Łabą, zm. 19 sierpnia 1961 w Brnie) – czeski generał.

## Życiorys
W 1900 r. ukończył szkolenie w artyleryjskim korpusie kadetów w Wiedniu i do 1909 r. służył w austro-węgierskiej artylerii fortecznej. Potem przeniesiony do rezerwy, wkrótce zaciągnął się do służby w belgijskim wojsku kolonialnym w Kongu.
Po wybuchu I wojny światowej, która zastała go na urlopie w ojczyźnie, w związku z czym powołany został do wojska austro-węgierskiego w stopniu nadporucznika. Służbę pełnił na przemyskim forcie nr XI „Duńkowiczki” (Twierdza Przemyśl), którego był komendantem. Po kapitulacji Twierdzy 22 marca 1915 r. znalazł się w niewoli rosyjskiej.
Z 1916 r. brał udział w formowaniu Korpusu Czechosłowackiego w Rosji. W 1917 r. zastępował komendanta Siódmego Pułku Strzeleckiego i w marcu 1918 r. objął stanowisko dowódcy Grupy Północnej Korpusu Czechosłowackiego w walkach pod Bachmaczem, gdzie został ranny. Po wyleczeniu dowodził od maja 1918 r. Siódmym Pułkiem Strzeleckim i stał się jednym z komendantów Korpusu Czechosłowackiego w walkach na Syberii (pułkownik). W listopadzie 1918 r. objął stanowisko dowódcy legionu ochotników rumuńskich, który walczył na Syberii wspólnie z Korpusem Czechosłowackim i z nim w 1920 r. wyjechał do Rumunii. Od 1921 r. generał brygady i od 1924 r. generał dywizji.
Pobyt w Rumunii zamienił za powrót do ojczyzny, gdzie funkcjonował dalej w wojsku na różnych stanowiskach – dowódca dywizji pieszej w Banskiej Bystrici (1921-31), dowódca dywizji pieszej w Ołomuńcu (1931-35), dowódca Czwartego Korpusu (1935) oraz dowódca lądowych na Morawach i na Śląsku Cieszyńskim (1935-37). W 1937 r. w stopniu generała armii odszedł na emeryturę.
W 1945 r. listownie poprosił ówczesnego ministra obrony narodowej, Ludvíka Svobodę, o przywrócenie do czynnej służby. Nigdy nie doczekał się odpowiedzi.
W 1948 r. został eksmitowany ze swojej willi i wysiedlony do Brna. Wiosną 1950 r. władze komunistyczne zdegradowały go do rangi szeregowca i pozbawiły odznaczeń. Później pracował w muzeum miejskim w Brnie, gdzie m.in. opracował precyzyjny katalog kolekcji broni (jego autorstwa są zarówno rysunki i opisy). Umarł w zapomnieniu 19 sierpnia 1961.
W listopadzie 1989 (po aksamitnej rewolucji) został pośmiertnie zrehabilitowany – przywrócono mu godność generała i odznaczenia.

## Odznaczenia
- Krzyż Wojenny Czechosłowacki (1914-1918)
- Order Sokoła z mieczami
- Order Lwa II klasy – Belgia
- Order Legii Honorowej IV klasy– Francja
- Krzyż Wojenny 1914-1918 – Francja
- Order Gwiazdy Rumunii I i III klasy z mieczami – Rumunia
- Order Korony Rumunii I, II i III klasy – Rumunia
- Order św. Włodzimierza II i III klasy – Imperium Rosyjskie
- Order Świętej Anny II klasy – Imperium Rosyjskie
- Order Świętego Jerzego IV klasy – Imperium Rosyjskie
- Order św. Michała i św. Jerzego III klasy – Wielka Brytania